# Integrated Clip System
L'Integrated clip system o attacco ICS è uno standard sviluppato e utilizzato dalle case produttrici di selle di biciclette italiane Selle Royal e Fizik che prevede il montaggio di una slitta al di sotto della sella per l'aggancio e lo sgancio rapido di un fanalino posteriore, di un portaoggetti o di un altro accessorio. Sia Fizik che Selle Royal lo utilizzano praticamente nella totalità della loro produzione, con esclusione solo di alcune selle da bambino di fascia inferiore. Questo standard è un'importante innovazione per la sicurezza stradale. La slitta è stata infatti progettata per incentivare l'utilizzo del fanale posteriore tra i possessori di biciclette da corsa, normalmente poco restii a modificare la linea o l'aerodinamica della bici. Con l'attacco ICS il fanalino sporge infatti appena sotto la sella. Può essere utilizzato anche nelle bici da corsa per bambini, che si usano normalmente con la sella al minimo e non possono accogliere i normali fanali che si agganciano al reggisella. Questo attacco è molto utilizzato in Germania e nei paesi del Nord Europa.